# Lijst van studentenmuziekverenigingen
Dit is een lijst van studentenmuziekverenigingen.

## Nederland

### Landelijk
| Vereniging                       | Oprichtingsdatum | Status | Doelgroep/Instituut | Koepelorganisatie/Netwerk                  | Ledental | Afbeelding |
| -------------------------------- | ---------------- | ------ | ------------------- | ------------------------------------------ | -------- | ---------- |
| Nederlands Studenten Jazz Orkest | 2012             | Actief |                     | Koepelorgaan Nederlandse Studentenorkesten | 30       |            |
| Nederlands Studenten Kamerkoor   | 1974             | Actief |                     |                                            | 36       |            |
| Nederlands Studenten Kamerorkest | 1964             | Actief |                     | Koepelorgaan Nederlandse Studentenorkesten | 45       |            |
| Nederlands Studenten Orkest      | 1952             | Actief |                     | Koepelorgaan Nederlandse Studentenorkesten | 90       |            |
| Stichting Ensemble Project       | 2019             | Actief |                     | Koepelorgaan Nederlandse Studentenorkesten |          |            |

### Amsterdam
| Vereniging                      | Oprichtingsdatum | Status   | Doelgroep/Instituut                                 | Koepelorganisatie/Netwerk                  | Ledental | Afbeelding |
| ------------------------------- | ---------------- | -------- | --------------------------------------------------- | ------------------------------------------ | -------- | ---------- |
| Amsterdams Universiteits Koor   |                  | Inactief | Universiteit van Amsterdam                          |                                            |          |            |
| Amsterdams Studenten Orkest     | 2012             | Actief   |                                                     | Koepelorgaan Nederlandse Studentenorkesten | 40       |            |
| CREA Orkest                     | 1988             | Actief   | Universiteit van Amsterdam Hogeschool van Amsterdam | Koepelorgaan Nederlandse Studentenorkesten | 75       |            |
| Studentenkoor Amsterdam         | 1987             | Actief   | Universiteit van Amsterdam                          |                                            | 80       |            |
| UvA-Orkest J. Pzn Sweelinck     | 1878             | Actief   | Universiteit van Amsterdam                          | Koepelorgaan Nederlandse Studentenorkesten | 80       |            |
| VU-Kamerkoor                    | 1968             | Actief   | Vrije Universiteit Amsterdam                        |                                            | 30       |            |
| VU-Koor                         | 1955             | Actief   | Vrije Universiteit Amsterdam                        |                                            | 55       |            |
| VU-Orkest                       | 1962             | Actief   | Vrije Universiteit Amsterdam                        | Koepelorgaan Nederlandse Studentenorkesten | 90       |            |
| VU-Kamerorkest                  | 1991             | Actief   | Vrije Universiteit Amsterdam                        |                                            | 35       |            |
| Amsterdams Studentenprojectkoor | 2015             | Actief   | Universiteit van Amsterdam                          |                                            | 20       |            |
| Amsterdamse Studenten Bigband   | 2019             | Actief   | Universiteit van Amsterdam Hogeschool van Amsterdam | Koepelorgaan Nederlandse Studentenorkesten | 20       |            |

### Arnhem
| Vereniging          | Oprichtingsdatum | Status | Doelgroep/Instituut                | Koepelorganisatie/Netwerk | Ledental | Afbeelding |
| ------------------- | ---------------- | ------ | ---------------------------------- | ------------------------- | -------- | ---------- |
| Studentenkoor VIBES | september 2023   | Actief | HAN University of Applied Sciences |                           |          |            |

### Delft
| Vereniging                                       | Oprichtingsdatum | Status | Doelgroep/Instituut      | Koepelorganisatie/Netwerk                                        | Ledental | Afbeelding          |
| ------------------------------------------------ | ---------------- | ------ | ------------------------ | ---------------------------------------------------------------- | -------- | ------------------- |
| Delftsch Studenten Muziekgezelschap Apollo       | 14 november 1849 | Actief | Delftsch Studenten Corps | Delftsch Studenten Corps                                         | 35       |                     |
| Delfts Studenten Muziekgezelschap Krashna Musika | 5 september 1968 | Actief | TU Delft                 | Verenigingsraad Delft Koepelorgaan Nederlandse Studentenorkesten |          | Krashna Musika Faun |
| Delftse Studenten Jazzvereniging Groover         | 21 november 2006 | Actief | TU Delft                 | Verenigingsraad Delft Koepelorgaan Nederlandse Studentenorkesten | 270      |                     |
| Delftsche Studenten Muziekvereniging Euphonia    | 15 december 1904 | Actief | Delftsche Studenten Bond | Delftsche Studenten Bond                                         |          |                     |
| Katholiek Studenten Koor Balder                  | 24 juni 1946     | Actief | K.S.V. Sanctus Virgilius | K.S.V. Sanctus Virgilius                                         |          |                     |

### Den Haag
| Vereniging                               | Oprichtingsdatum | Status | Doelgroep/Instituut | Koepelorganisatie/Netwerk                  | Ledental | Afbeelding |
| ---------------------------------------- | ---------------- | ------ | ------------------- | ------------------------------------------ | -------- | ---------- |
| Haags Studenten Symfonie Orkest Valerius |                  | Actief |                     | Koepelorgaan Nederlandse Studentenorkesten |          |            |

### Eindhoven
| Vereniging                                       | Oprichtingsdatum | Status | Doelgroep/Instituut               | Koepelorganisatie/Netwerk | Ledental | Afbeelding |
| ------------------------------------------------ | ---------------- | ------ | --------------------------------- | ------------------------- | -------- | ---------- |
| Studentproof Jazz                                | 1989             | Actief | Technische Universiteit Eindhoven | V.S.E. Scala              |          |            |
| Tuna Ciudad de Luz                               | 1964             | Actief | Technische Universiteit Eindhoven |                           |          |            |
| La Tuniña                                        |                  | Actief | Technische Universiteit Eindhoven |                           |          |            |
| Eindhovens Studenten Muziekgezelschap Quadrivium | 1 december 1964  | Actief | Technische Universiteit Eindhoven | V.S.E. Scala              |          |            |

### Enschede
| Vereniging                       | Oprichtingsdatum | Status | Doelgroep/Instituut | Koepelorganisatie/Netwerk                  | Ledental | Afbeelding |
| -------------------------------- | ---------------- | ------ | ------------------- | ------------------------------------------ | -------- | ---------- |
| Musica Silvestra Orkest          | 2015             | Actief | Universiteit Twente | Koepelorgaan Nederlandse Studentenorkesten |          |            |
| Musilon                          | 1987             | Actief | Universiteit Twente |                                            | 40       |            |
| UTmost                           | 1999             | Actief | Universiteit Twente | Koepelorgaan Nederlandse Studentenorkesten |          |            |
| Studenten Harmonie Orkest Twente | 1991             | Actief | Universiteit Twente | Koepelorgaan Nederlandse Studentenorkesten |          |            |

### Groningen
| Vereniging                                 | Oprichtingsdatum | Status   | Doelgroep/Instituut         | Koepelorganisatie/Netwerk                  | Ledental | Afbeelding |
| ------------------------------------------ | ---------------- | -------- | --------------------------- | ------------------------------------------ | -------- | ---------- |
| Bathroom Scenario                          | 1989             | Actief   | Rijksuniversiteit Groningen |                                            | 25       |            |
| Studentenkoor C.S.G. Gica                  | 1965             | Actief   | Rijksuniversiteit Groningen |                                            | 30       |            |
| Groninger Studentenorkest Mira             | 1964             | Inactief | Rijksuniversiteit Groningen |                                            |          |            |
| Groninger Studenten Muziekgezelschap Bragi | 1882             | Actief   | Rijksuniversiteit Groningen | Koepelorgaan Nederlandse Studentenorkesten | 100      |            |
| Popkoor Estrellas                          | 2011             | Actief   | Rijksuniversiteit Groningen |                                            | 25       |            |
| Groninger Studentenkoor                    | 2014             | Inactief | Rijksuniversiteit Groningen |                                            | 15       |            |

### Haarlem
| Vereniging              | Oprichtingsdatum | Status | Doelgroep/Instituut | Koepelorganisatie/Netwerk | Ledental | Afbeelding |
| ----------------------- | ---------------- | ------ | ------------------- | ------------------------- | -------- | ---------- |
| Haarlems Studenten Koor | 2008             | Actief |                     |                           |          |            |

### Leiden
| Vereniging                                       | Oprichtingsdatum | Status | Doelgroep/Instituut                                      | Koepelorganisatie/Netwerk                                          | Ledental | Afbeelding |
| ------------------------------------------------ | ---------------- | ------ | -------------------------------------------------------- | ------------------------------------------------------------------ | -------- | ---------- |
| Leids Studenten Koor en Orkest Collegium Musicum | 1936             | Actief | Universiteit Leiden                                      | PKvV Leiden Koepelorgaan Nederlandse Studentenorkesten             | 150      |            |
| Studenten Muziekgezelschap Sempre Crescendo      | 8 december 1831  | Actief | Universiteit Leiden                                      | LSV Minerva PKvV Leiden Koepelorgaan Nederlandse Studentenorkesten | 175      |            |
| Practicum Musicae Orkest                         | 2019             | Actief | Universiteit Leiden Koninklijk Conservatorium (Den Haag) | Koepelorgaan Nederlandse Studentenorkesten                         | 45       |            |

### Maastricht
| Vereniging                       | Oprichtingsdatum | Status | Doelgroep/Instituut     | Koepelorganisatie/Netwerk | Ledental | Afbeelding |
| -------------------------------- | ---------------- | ------ | ----------------------- | ------------------------- | -------- | ---------- |
| Universiteitskoor Maastricht     | 1977             | Actief | Universiteit Maastricht |                           | 80       |            |
| Tuna Universitaria de Maastricht | 1992             | Actief | Universiteit Maastricht |                           |          |            |
| Tuna Femenina de Maastricht      | 2018             | Actief | Universiteit Maastricht |                           |          |            |

### Nijmegen
| Vereniging                                           | Oprichtingsdatum | Status | Doelgroep/Instituut           | Koepelorganisatie/Netwerk                                       | Ledental | Afbeelding |
| ---------------------------------------------------- | ---------------- | ------ | ----------------------------- | --------------------------------------------------------------- | -------- | ---------- |
| Nijmeegs Studentenkoor Alphons Diepenbrock           | 1937             | Actief | Radboud Universiteit Nijmegen | Cultuur op de Campus                                            | 50       |            |
| Nijmeegs Studentenkoor Carmina Ludicra               | 2013             | Actief | Radboud Universiteit Nijmegen | Cultuur op de Campus                                            | 25       |            |
| Nijmeegs Studentenorkest Collegium Musicum Carolinum | 1937             | Actief | Radboud Universiteit Nijmegen | Cultuur op de Campus Koepelorgaan Nederlandse Studentenorkesten | 40       |            |
| QHarmony                                             | 1997             | Actief | Radboud Universiteit Nijmegen | Cultuur op de Campus Koepelorgaan Nederlandse Studentenorkesten | 60       |            |
| Studentenpopkoor Plica Vocalis                       | 1992             | Actief | Radboud Universiteit Nijmegen | Cultuur op de Campus                                            | 50       |            |
| Studenten Bigband Nijmegen                           | 2016             | Actief | Radboud Universiteit Nijmegen | Cultuur op de Campus Koepelorgaan Nederlandse Studentenorkesten | 20       |            |
| Campuskoor Veelstemmig                               | 2009             | Actief | Radboud Universiteit Nijmegen | Cultuur op de Campus                                            | 40       |            |
| Schola Cantorum Noviomagensis                        | 2023             | Actief | Radboud Universiteit Nijmegen |                                                                 | 15       |            |

### Rotterdam
| Vereniging                  | Oprichtingsdatum | Status | Doelgroep/Instituut  | Koepelorganisatie/Netwerk                  | Ledental | Afbeelding |
| --------------------------- | ---------------- | ------ | -------------------- | ------------------------------------------ | -------- | ---------- |
| Erasmus Studentenkoor       | 2003             | Actief | Erasmus Universiteit |                                            | 40       |            |
| Rotterdams Studenten Orkest | 2011             | Actief | Erasmus Universiteit | Koepelorgaan Nederlandse Studentenorkesten | 45       |            |

### Tilburg
| Vereniging                                | Oprichtingsdatum | Status   | Doelgroep/Instituut        | Koepelorganisatie/Netwerk            | Ledental | Afbeelding |
| ----------------------------------------- | ---------------- | -------- | -------------------------- | ------------------------------------ | -------- | ---------- |
| Fontys Jazz Choir                         | 2003             | Actief   | Fontys Academy of the Arts | Federatie Tilburgse Zangverenigingen | 11       |            |
| Studentenpopkoor EPIC                     |                  | Actief   | Tilburg University         | Federatie Tilburgse Zangverenigingen | 30       |            |
| Tilburgs Studenten Symfonie Orkest Ananta | 1996             | Inactief | Tilburg University         |                                      |          |            |
| Universiteitskoor Contrast                | 1988             | Inactief | Tilburg University         |                                      |          |            |

### Utrecht
| Vereniging                                            | Oprichtingsdatum | Status   | Doelgroep/Instituut                     | Koepelorganisatie/Netwerk                                                                            | Ledental | Afbeelding |
| ----------------------------------------------------- | ---------------- | -------- | --------------------------------------- | --- | -------- | ---------- |
| Dekoor Close Harmony                                  | 1985             | Actief   | Universiteit Utrecht Hogeschool Utrecht | Koördinerend Orgaan Studenten Muziekgezelschappen Utrecht                                            | 30       |            |
| Het Huisorkest                                        | 2000             | Actief   | Universiteit Utrecht Hogeschool Utrecht | Koördinerend Orgaan Studenten Muziekgezelschappen Utrecht                                            |          |            |
| Kunstorkest                                           | 1982             | Actief   | Universiteit Utrecht Hogeschool Utrecht | Koepelorgaan Nederlandse Studentenorkesten Koördinerend Orgaan Studenten Muziekgezelschappen Utrecht |          |            |
| Strijkorkest Zoroaster                                | 1984             | Actief   |                                         | |          |            |
| Utrechts Blazers Ensemble                             | 1980             | Inactief | Universiteit Utrecht Hogeschool Utrecht | Koördinerend Orgaan Studenten Muziekgezelschappen Utrecht                                            |          |            |
| Utrechts Studenten Koor en Orkest                     | 1945             | Actief   | Universiteit Utrecht Hogeschool Utrecht | Koepelorgaan Nederlandse Studentenorkesten Koördinerend Orgaan Studenten Muziekgezelschappen Utrecht | 200      |            |
| Utrechtsch Studenten Concert                          | 1823             | Actief   | Universiteit Utrecht Hogeschool Utrecht | Koepelorgaan Nederlandse Studentenorkesten Koördinerend Orgaan Studenten Muziekgezelschappen Utrecht | 100      |            |
| Utrechtsch Studenten Philharmonisch Orkest 'Muse Art' | 17 mei 1990      | Actief   | Universiteit Utrecht                    | U.V.S.V./N.V.V.S.U. Utrechts Studenten Corps                                                         |          |            |
| Utrechtsche Studenten Zigeunerkapel Tzigane           | 1910             | Actief   | Universiteit Utrecht                    | Utrechts Studenten Corps                                                                             | 35       |            |
| Utrechtse Studenten Bigband                           |                  | Actief   | Universiteit Utrecht Hogeschool Utrecht | Koepelorgaan Nederlandse Studentenorkesten Koördinerend Orgaan Studenten Muziekgezelschappen Utrecht | 20       |            |
| Utrechtse Studenten Cantorij                          | 1964             | Actief   | Universiteit Utrecht Hogeschool Utrecht | Koördinerend Orgaan Studenten Muziekgezelschappen Utrecht                                            |          |            |

### Wageningen
| Vereniging                                                                    | Oprichtingsdatum | Status | Doelgroep/Instituut              | Koepelorganisatie/Netwerk                  | Ledental | Afbeelding |
| ----------------------------------------------------------------------------- | ---------------- | ------ | -------------------------------- | ------------------------------------------ | -------- | ---------- |
| Studentenorkest De Ontzetting                                                 | 1984             | Actief | Wageningen University & Research | Koepelorgaan Nederlandse Studentenorkesten | 70       |            |
| Wageningse Studenten Koor en Orkest Vereniging                                | 1919             | Actief | Wageningen University & Research | Koepelorgaan Nederlandse Studentenorkesten | 100      |            |
| 's Lands Oudste Studenten Jazz- en Dixielandorkest te Wageningen de Ceresband | 1922             | Actief | Wageningen University & Research | Wageningse Studenten Vereniging Ceres      | 10       |            |

### Zwolle
| Vereniging                    | Oprichtingsdatum | Status   | Doelgroep/Instituut | Koepelorganisatie/Netwerk | Ledental | Afbeelding |
| ----------------------------- | ---------------- | -------- | ------------------- | ------------------------- | -------- | ---------- |
| Studentenkoor Zwolle (STUKOZ) | 2011             | Inactief |                     |                           |          |            |

### Niet-studenten universiteitsverenigingen
Er zijn door het land ook een aantal muziekverenigingen (in oorsprong) gelieerd aan een universiteit of hogeschool, die niet of niet meer voor studenten zijn:
| Vereniging                                  | Soort vereniging | Oprichtingsdatum | Status   | Instituut                     | Ledental |
| ------------------------------------------- | ---------------- | ---------------- | -------- | ----------------------------- | -------- |
| AUK Kamerkoor                               | Kamerkoor        |                  | Actief   | Universiteit van Amsterdam    |          |
| Inholland Orkest                            | Symfonieorkest   |                  | Inactief | Hogeschool Inholland          |          |
| Universiteitsorkest Maastricht              | Symfonieorkest   | 1978             | Actief   | Universiteit Maastricht       |          |
| Nijmeegs Universitair Kamerkoor Audite Nova | Kamerkoor        | 1967             | Actief   | Radboud Universiteit Nijmegen | 30       |
| Muziekvereniging Flos Campi                 | Koor en orkest   | 1963             | Actief   | Radboud Universiteit Nijmegen | 65       |

## België

### Antwerpen
| Vereniging                  | Soort vereniging | Oprichtingsdatum | Status | Doelgroep/Instituut    | Koepelorganisatie/Netwerk | Ledental |
| --------------------------- | ---------------- | ---------------- | ------ | ---------------------- | ------------------------- | -------- |
| Antwerpse Studentenharmonie | Harmonieorkest   | 2012             | Actief | Universiteit Antwerpen |                           |          |
| Universitair Koor Antwerpen | Koor             | 1989             | Actief | Universiteit Antwerpen |                           | 75       |
| Klaank                      | Fanfare          | 2022             | Actief | Universiteit Antwerpen |                           |          |

### Bergen
| Vereniging                    | Soort vereniging | Oprichtingsdatum | Status | Doelgroep/Instituut     | Koepelorganisatie/Netwerk | Ledental |
| ----------------------------- | ---------------- | ---------------- | ------ | ----------------------- | ------------------------- | -------- |
| UMONS Students and Staff Band | Symfonieorkest   | 2010             | Actief | Universiteit van Bergen |                           |          |

### Brugge
| Vereniging                | Soort vereniging | Oprichtingsdatum | Status | Doelgroep/Instituut | Koepelorganisatie/Netwerk | Ledental |
| ------------------------- | ---------------- | ---------------- | ------ | ------------------- | ------------------------- | -------- |
| Studentenfanfare Ad Omnes | Fanfare          | 2018             | Actief |                     |                           |          |

### Brussel
| Vereniging                            | Soort vereniging              | Oprichtingsdatum | Status      | Doelgroep/Instituut                | Koepelorganisatie/Netwerk | Ledental |
| ------------------------------------- | ----------------------------- | ---------------- | ----------- | ---------------------------------- | ------------------------- | -------- |
| Choeur de l’ULB                       | Koor                          | 2004             | Actief      | Université libre de Bruxelles      |                           |          |
| Chœur universitaire de Saint-Louis    | Koor                          | 2010             | Actief      | Université Saint-Louis - Bruxelles |                           |          |
| De Gilde                              | Zangvereniging                |                  | Actief      | Vrije Universiteit Brussel         |                           |          |
| De Zangfaculteit                      | Koor                          |                  | Onduidelijk | Vrije Universiteit Brussel         |                           |          |
| Het VUB-Orkest                        | Symfonieorkest                |                  | Actief      | Vrije Universiteit Brussel         |                           |          |
| L'Orchestre et de l'Harmonie de l'ULB | Symfonieorkest Harmonieorkest |                  | Actief      | Université libre de Bruxelles      |                           |          |
| VUB-koor Café Latte                   | Koor                          |                  | Actief      | Vrije Universiteit Brussel         |                           |          |

### Gent
| Vereniging                           | Soort vereniging | Oprichtingsdatum | Status      | Doelgroep/Instituut | Koepelorganisatie/Netwerk | Ledental |
| ------------------------------------ | ---------------- | ---------------- | ----------- | ------------------- | ------------------------- | -------- |
| Akademisch koor                      | Koor             | 1966             | Inactief    | Universiteit Gent   | Kultureel Konvent         |          |
| Gents Universitair Harmonie Orkest   | Harmonieorkest   | 2009             | Actief      | Universiteit Gent   | Kultureel Konvent         | 80       |
| Gents Universitair Koor              | Koor             | 2000             | Actief      | Universiteit Gent   | Kultureel Konvent         | 75       |
| Gents Universitair Symfonisch Orkest | Symfonieorkest   | 1989 (2006)      | Actief      | Universiteit Gent   | Kultureel Konvent         |          |
| Strijdkoor                           | Koor             | 1992             | Inactief    | Universiteit Gent   | Kultureel Konvent         |          |
| Studentenfanfare Ghendt              | Fanfare          | 1972             | Actief      | Universiteit Gent   | Kultureel Konvent         | 35       |
| Studentenkoor Endless Voices         | Koor             |                  | Onduidelijk | Arteveldehogeschool |                           |          |

### Hasselt
| Vereniging                  | Soort vereniging | Oprichtingsdatum | Status | Doelgroep/Instituut  | Koepelorganisatie/Netwerk | Ledental |
| --------------------------- | ---------------- | ---------------- | ------ | -------------------- | ------------------------- | -------- |
| Studentenfanfare Ambifaarke | Fanfare          | 1992             | Actief | Universiteit Hasselt |                           |          |

### Leuven
| Vereniging                     | Soort vereniging | Oprichtingsdatum | Status | Doelgroep/Instituut                                               | Koepelorganisatie/Netwerk | Ledental |
| ------------------------------ | ---------------- | ---------------- | ------ | ----------------------------------------------------------------- | ------------------------- | -------- |
| Arenbergorkest                 | Symfonieorkest   |                  | Actief | Katholieke Universiteit Leuven                                    |                           | 90       |
| Interfak Big Band              | Bigband          | 1987             | Actief | Katholieke Universiteit Leuven                                    |                           | 30       |
| Leuvens Universitair Koor      | Koor             | 1969             | Actief | Katholieke Universiteit Leuven                                    |                           | 80       |
| Leuvense Studentenfanfare      | Fanfare          | 1911             | Actief | Katholieke Universiteit Leuven                                    | Seniorenkonvent Leuven    |          |
| Solidariteitskoor Pati Pati    | Koor             | 1989             | Actief | Katholieke Universiteit Leuven                                    |                           |          |
| Universitair Harmonieorkest    | Harmonieorkest   | 1979             | Actief | Katholieke Universiteit Leuven University Colleges Leuven-Limburg |                           | 100      |
| Universitair Symfonisch Orkest | Symfonieorkest   | 1962             | Actief | Katholieke Universiteit Leuven                                    |                           |          |

### Louvain-la-Neuve
| Vereniging                                 | Soort vereniging | Oprichtingsdatum | Status | Doelgroep/Instituut              | Koepelorganisatie/Netwerk | Ledental |
| ------------------------------------------ | ---------------- | ---------------- | ------ | -------------------------------- | ------------------------- | -------- |
| Chorale Universitaire de Louvain           | Koor             | 2004             | Actief | Université catholique de Louvain |                           | 40       |
| Orchestre Symphonique des Etudiants de LLN | Symfonieorkest   | 1980             | Actief | Université catholique de Louvain |                           | 70       |

### Luik
| Vereniging                                      | Soort vereniging | Oprichtingsdatum | Status | Doelgroep/Instituut   | Koepelorganisatie/Netwerk | Ledental |
| ----------------------------------------------- | ---------------- | ---------------- | ------ | --------------------- | ------------------------- | -------- |
| Cercle Interfacultaire de Musique Instrumentale | Symfonieorkest   | 1955             | Actief | Universiteit van Luik |                           |          |
| Choeur Universitaire de Liège                   | Koor             | 1949             | Actief | Universiteit van Luik |                           |          |
| L’Orchestre Étudiant des Ingénieurs de Liège    | Symfonieorkest   | 2012             | Actief | Universiteit van Luik |                           |          |

### Namen
| Vereniging                                   | Soort vereniging | Oprichtingsdatum | Status | Doelgroep/Instituut    | Koepelorganisatie/Netwerk | Ledental |
| -------------------------------------------- | ---------------- | ---------------- | ------ | ---------------------- | ------------------------- | -------- |
| Chorale universitaire La Vaubane             | Koor             |                  | Actief | Universiteit van Namen |                           |          |
| L’Orchestre Symphonique de Namur La Concorde | Symfonieorkest   | 1887             | Actief | Universiteit van Namen |                           |          |

1. ↑  Was vroeger Stubiba
2. ↑  In 2023 doorgestart als Nova Vocaal, wat geen studentenkoor meer is